# Préparation militaire supérieure d'Estienne d'Orves
La préparation militaire supérieure (PMS) Marine État-major, dite « d'Estienne d'Orves », constitue la formation initiale des élèves officiers de réserve de la Marine nationale.

## Histoire
La PMS Marine État-major a été créée en 2001 sous son format actuel et avec la mission dévolue. La PMS-EM avait pour mission antérieurement de préparer les futurs appelés du contingent à occuper des postes d'officier pendant leur service national. 
Par décision du 29 octobre 2008, le chef d'état-major de la Marine a attribué à la formation le nom d'Honoré d'Estienne d’Orves, capitaine de frégate et héros de la Résistance.

## Conditions d'accès
La PMS-EM est destinée aux étudiants et jeunes diplômés âgés de 18 à 29 ans, titulaires d'un diplôme de niveau minimum licence (bac +3). La sélection s'effectue sur dossier, et comprend un entretien de motivation et une visite d'aptitude médicale initiale.
Depuis 2017 (promotion La Pérouse), une promotion compte 120 aspirants, contre 90 précédemment.
En 2020, plus de 400 candidats ont présenté leur candidature. En 2023 (promotion Vauban), ils étaient plus de 800 pour 180 aspirants recrutés. 

## Cursus

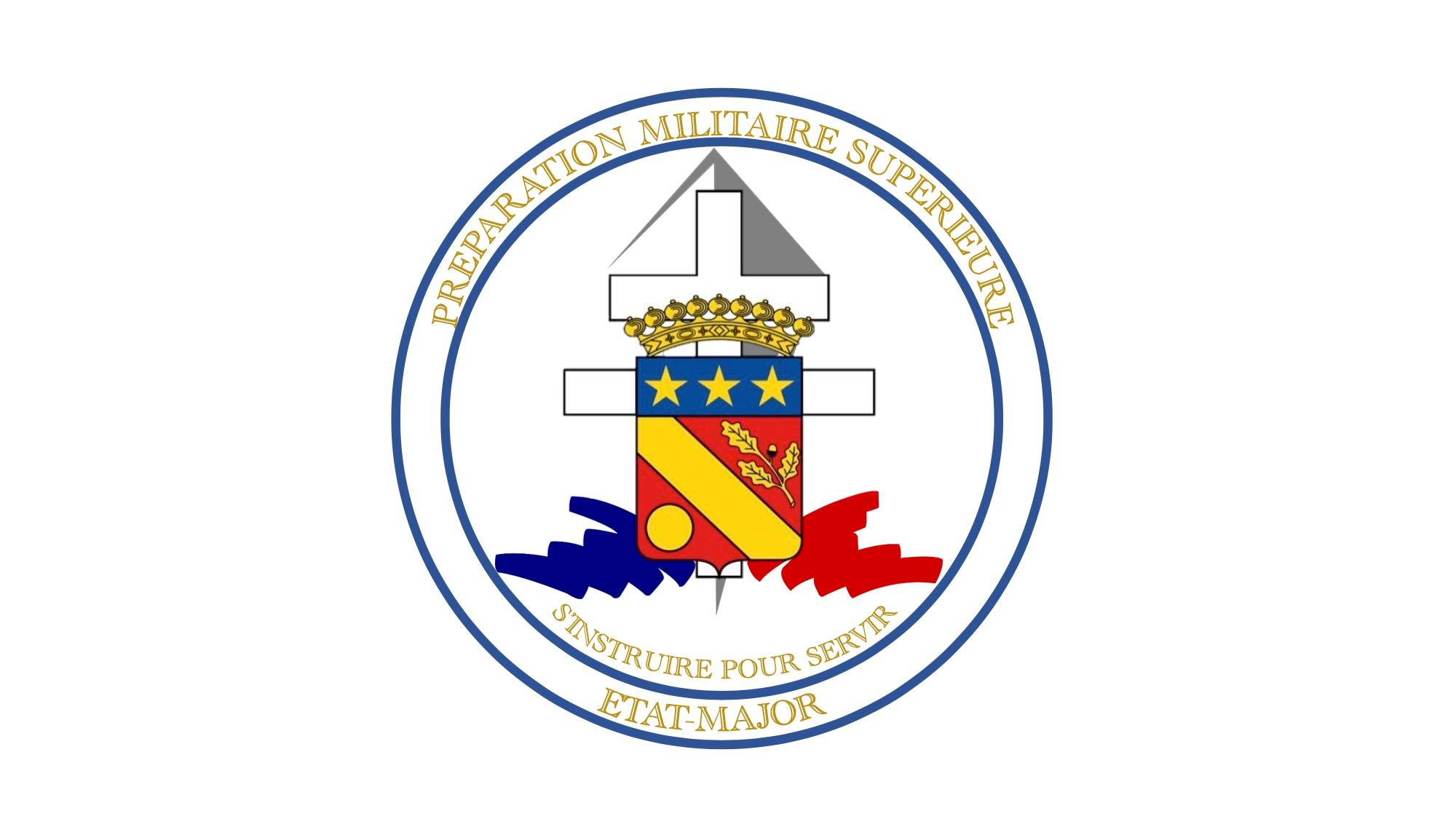
Sceau armorié de la PMS d'Estienne d'Orves

La PMS Marine État-major s'étend sur une année universitaire (de septembre à juin). Le cycle comprend une douzaine de jours d'instruction et de conférences au centre Commandant Millé, à Houilles, ainsi qu'un stage d'aguerrissement et de leadership à l'École navale (Brest) et une période bloquée de cinq jours dans la base navale de Toulon, avec notamment des entraînements au tir, des mises en situation opérationnelle et des visites de bâtiments de guerre.
Tout au long du cycle de formation, une instruction à l'ordre serré et au maniement du sabre et du FAMAS est dispensée. La PMS-EM participe à des cérémonies, notamment de ravivage de la flamme de la Tombe du Soldat inconnu sous l'Arc de triomphe et au Mont Valérien, où a été exécuté Honoré d'Estienne d'Orves le 29 août 1941. Elle contribue ainsi au rayonnement de la Marine nationale,.
La PMS-EM permet de découvrir l’organisation générale de la Défense, de disposer d'une formation initiale commune à tous les marins afin de disposer d'une connaissance du fonctionnement de la Marine nationale,.

## Objectifs
Cette préparation militaire a pour but principal de participer au rayonnement à long terme de la Marine nationale, et au recrutement d’officiers de réserve ou d’active. Elle offre notamment un complément pratique à la formation dispensée par diverses structures comme l’IHEDN.
Ses quatre objectifs sont les suivants :
- donner aux jeunes Français qui le souhaitent une première expérience instructive et enrichissante en milieu militaire ;
- développer leur information sur l’organisation générale de la défense, la Marine nationale, les organisations internationales et interalliées concernées ;
- dispenser une formation militaire et maritime ;
- préparer aux emplois de la réserve opérationnelle.

Il convient de noter qu'il s'agit d'une formation militaire incluant le port de l'uniforme et le respect de toutes les règles militaires. Placé sous ESR, les stagiaires sont réservistes et se doivent d'appliquer le comportement attendu d'un militaire.
Elle est sanctionnée par l'obtention du brevet de préparation militaire supérieure État-major. Les aspirants diplômés sont nommés enseigne de vaisseau de 2e classe. Le brevet de la PMS donne accès à la réserve militaire opérationnelle en qualité d’officier de marine dans des emplois opérationnels via un contrat d’engagement à servir dans la réserve (ESR).

## Promotions
| 1  | 2002-2003 | Amiral                   |
| 2  | 2003-2004 | Bordache                 |
| 3  | 2004-2005 | Corvette                 |
| 4  | 2005-2006 | Dragonne                 |
| 5  | 2006-2007 | Jean Bart                |
| 6  | 2007-2008 | Amiral Castex            |
| 7  | 2008-2009 | Galion                   |
| 8  | 2009-2010 | Horizon                  |
| 9  | 2010-2011 | Indomptable              |
| 10 | 2011-2012 | Jeanne d'Arc             |
| 11 | 2012-2013 | Kerguelen                |
| 12 | 2013-2014 | La Fayette               |
| 13 | 2014-2015 | Mistral                  |
| 14 | 2015-2016 | Nemrod                   |
| 15 | 2016-2017 | Orion                    |
| 16 | 2017-2018 | La Pérouse               |
| 17 | 2018-2019 | Querville                |
| 18 | 2019-2020 | Rousselot                |
| 19 | 2020-2021 | Suffren                  |
| 20 | 2021-2022 | Romain Chomel de Jarnieu |
| 21 | 2022-2023 | Ulysse                   |
| 22 | 2023-2024 | Vauban                   |
| 23 | 2024-2025 | SNA Émeraude             |

## Galas
| Date          | Promotion                | Lieu                         |
| ------------- | ------------------------ | ---------------------------- |
| 22 juin 2012  | Jeanne d'Arc             | École militaire              |
| 1er juin 2013 | Kerguelen                | Hôtel national des Invalides |
| 27 juin 2014  | La Fayette               | Hôtel national des Invalides |
| 20 juin 2015  | Mistral                  | Hôtel national des Invalides |
| 18 juin 2016  | Nemrod                   | Hôtel national des Invalides |
| 17 juin 2017  | Orion                    | Péniche « Louisiane Belle »  |
| 16 juin 2018  | La Pérouse               | Péniche « River's King »     |
| 22 juin 2019  | Querville                | Hôtel national des Invalides |
| 25 juin 2022  | Romain Chomel de Jarnieu | Chalet du Lac                |
| 24 juin 2023  | Ulysse                   | Salons Hoche                 |
| 29 juin 2024  | Vauban                   | Pavillon Gravelle            |
| 28 juin 2025  | SNA Emeraude             | Compagnie 1837               |